# Lavares
Lavares (Llavares en asturiano y oficialmente) una parroquia del concejo asturiano de Santo Adriano, en España, y un lugar de dicha parroquia.

## Geografía
La parroquia tiene una superficie de 3,67 km², geográficamente  es el centro de ASTURIAS ,en la que habitan 30 personas (2023). Se sitúa en la parte nororiental del concejo, limitando con Morcín, Ribera de Arriba y Oviedo. Su principal núcleo de población es el pueblo de Lavares, donde habitan 23 personas. El resto lo hacen en Cotomonteros, una pequeña casería orientado al sur de la parroquia.
El lugar de Lavares está situado en el área meridional de una depresión kárstica, a una altura sobre el nivel del mar de 400 metros. Para acceder al pueblo hay que desviarse de la AS-228 por una carretera que sigue en su mayor parte el antiguo trazado del camín real que unía Oviedo con la meseta a través del puerto de Ventana.

## Arte
Posee una iglesia de origen probablemente medieval, dedicada a Santa Catalina. Es una construcción popular de nave única. Sobre la puerta de entrada puede leerse la siguiente inscripción: REEDIFICOSE ESTA STA YGLESIA DE ASILO AÑO 1748. Esta iglesia reemplaza a una más antigua, que según la dotación fundacional del monasterio de Santo Adriano de Tuñón estaba dedicada a Santa Leocadia, hecho que confirman unas actas en las que Alfonso VI reconoce esas propiedades a la Iglesia de Oviedo hacia el año 1100.

## Fiestas
En esta parroquia se celebran dos fiestas al año. El último domingo de mayo se celebra la «Fiesta de las Flores» y el 13 de junio la fiesta de San Antonio, donde se produce la tradicional puya'l ramu (subasta del ramo).